# Maglificio Fratelli Bosio

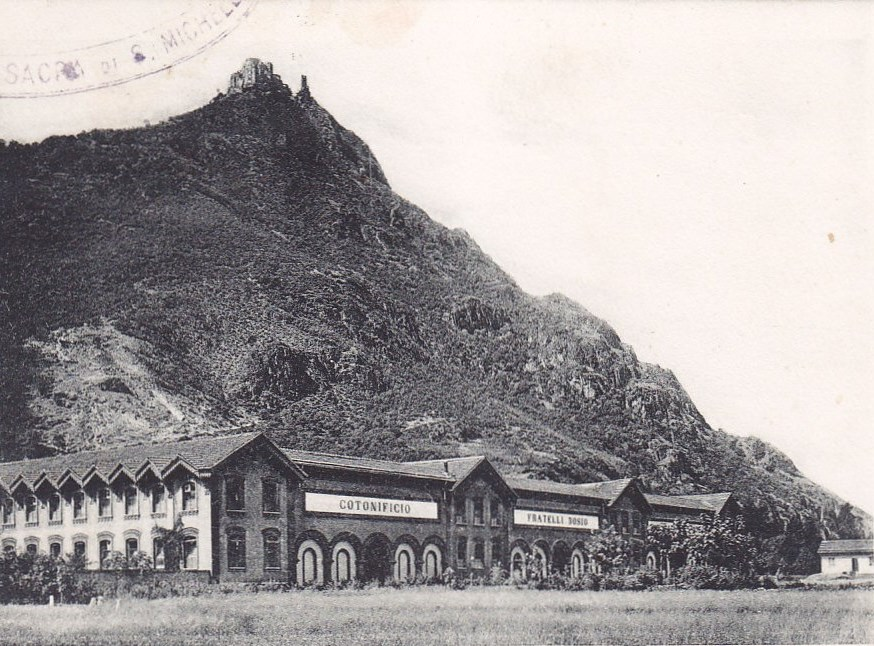
Il maglificio in una foto del 1906. Sullo sfondo, la Sacra di San Michele.

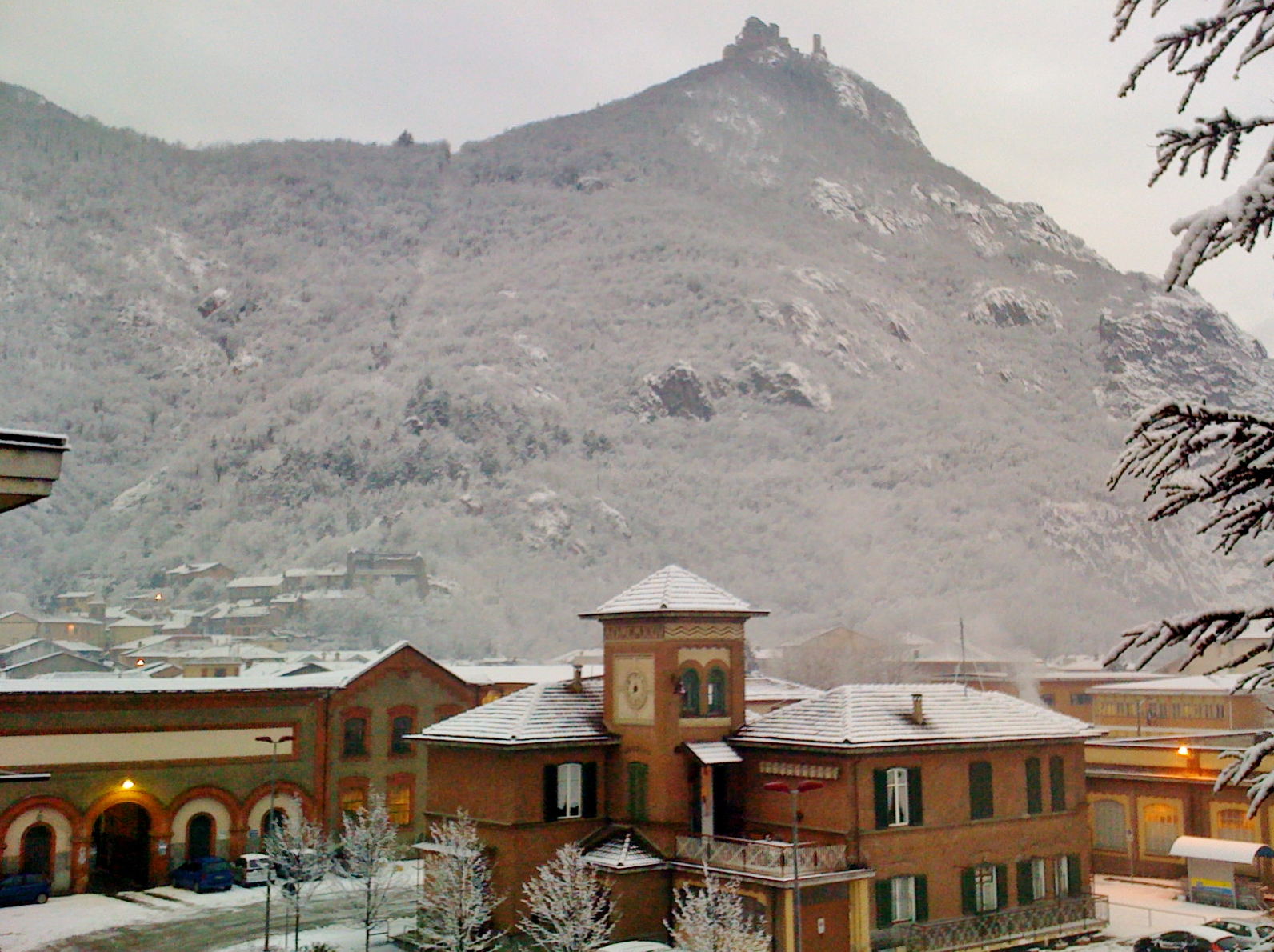
Vista della struttura dello stabilimento durante una nevicata dell'inverno 2010

Il Maglificio Fratelli Bosio è stato un opificio tessile attivo tra il 1871 e il 1953, insediato a Sant'Ambrogio di Torino.

## Storia
Il Maglificio, istituito come "Manifattura Fratelli Bosio Società anonima", venne fondato nel 1871 dai fratelli Pietro ed Augusto Bosio a Sant'Ambrogio di Torino in prossimità del canale Cantarana, le cui acque costituivano la principale forza motrice per i macchinari produttivi. Lo stabilimento arrivò ad impiegare circa 700 operai nel 1889 e 1000 nel 1910. Dal 1920 si verificarono alcuni passaggi di proprietà, fino alla chiusura nel 1953. La villa degli imprenditori posta a est rispetto allo stabilimento è poi diventata nella seconda parte del XX Secolo sede del Palazzo Comunale.. Le case dei dirigenti dell'azienda volute dai proprietari dell'azienda e costruite in linea su un terreno ad est rispetto allo stabilimento, costituiscono ancora oggi una intera via cittadina denominata Via Fratelli Bosio.

## Caratteristiche architettoniche

La torretta, poi distrutta nel 1984.

L'edificio principale si caratterizza per la facciata dal gusto neogotico, vicino ad alcune tendenze moderniste dell'architettura eclettica di quegli anni, vi lavorò anche l'architetto Camillo Riccio. È composta da quattro corpi principali a cui si intervallano tre corpi di minor altezza, stilisticamente alleggeriti da numerosi archi a tutto sesto. Nel 1924 furono eseguiti alcuni notevoli ampliamenti, tra i quali una torretta in cotto a vista, alta circa 15 metri, situata a ridosso della statale 25 del Moncenisio e avente la funzione di segnalare la fabbrica ai viaggiatori: realizzata in uno richiamando lo stile neogotico dello stabilimento, era decorata con lo stemma del maglificio. Fu abbattuta nel 1984.

## Destinazioni successive
A seguito della chiusura del Maglificio nel 1953, lo stabilimento di Sant'Ambrogio di Torino venne ceduto alla fabbrica di motociclette Itom che vi si insediò nel 1957 e vi rimase fino al 1975. Successivamente a questa data si insediarono nella struttura diversi artigiani e piccole imprese, utilizzando i numerosi spazi a disposizione. Negli anni '90 del XX secolo ampliò i propri spazi nella struttura l'azienda di produzione di macchine per pasta "Imperia" (fondata a Sant'Ambrogio di Torino nel 1932) che vi rimase fino al 2010. Dal 2014 ha sede il Birrificio San Michele che occupa circa il 30% della struttura, mentre la restante parte dal 2019 è utilizzata dall'Associazione Torino Heritage.